# Antsianaka oxyops
Antsianaka oxyops is een keversoort uit de familie bladkevers (Chrysomelidae). De wetenschappelijke naam van de soort werd in 1901 gepubliceerd door Léon Marc Herminie Fairmaire.